# Дюгаев, Михаил Капитонович
Михаил Капитонович Дюгаев (11 февраля 1865, Оренбургская губерния — после 1933, СССР) — генерал-майор, командующий Фанагорийским 11-м гренадерским полком (1910—1913).

## Биография
Родился 11 февраля 1865 года в городе Бугуруслан Оренбургской губернии в казачьей семье. В 1884 году он окончил Оренбургский Неплюевский кадетский корпус, после чего поступил в Третье Александровское военное училище, из которого выпустился по первому разряду. В 1895 году Дюгаев завершил курс в Николаевской академии Генерального штаба, также — по первому разряду.
3 ноября 1884 года Михаил Капитонович приступил к воинской службе в Русской императорской армии. Он получил звание хорунжего всего через год после начала службы, в ноябре 1885 года; сотника — в начале августа 1889 года. Чин штабс-капитана достался Дюгаеву в конце мая 1894 года, капитана — через два неполных года, в марте 1896. В начале декабря 1900 года он стал подполковником, а ровно через четыре года — полковником. 26 апреля 1913 года Дюгаев был повышен в звании до генерал-майора.
В июле 1890 года Михаил Капитонович служил в штабе 5-й льготной батареи. Затем он проходил службу в конно-артиллерийской бригаде Оренбургского казачьего войска — во 2-й Оренбургской казачьей батарее (с 1892). В 1895 году он был переведён в 37-ю артиллерийскую батарею «с переименованием» в поручика и «оставлением по Академии Генштаба». Дюгаев проходил лагерный сбор при Петербургском военном округе, затем он состоял при Туркестанском военном округе.
С 14 марта по 17 декабря 1896 года Михаил Дюгаев являлся обер-офицером для особых поручений при управлении Туркестанской 4-й линейной бригады, после чего — с 1896 по 1900 год — занимал аналогичный пост при штабе Туркестанского военного округа. С февраля 1899, в течение одного года, он командовал ротой 1-го Туркестанского стрелкового батальона. Стал штабс-офицером для особых поручений при штабе I Туркестанского армейского корпуса в августе 1900 года — занимал эту должность до апреля 1902.
Затем Дюгаев был переведён в штаб II Туркестанского армейского корпуса, где также стал офицером для поручений (до октября 1902 года). После этого он получил пост штабс-офицера при управлении 1-й Туркестанской резервной бригады — был на этой должности почти 8 лет, до сентября 1910 года.
В 1904 году Михаил Капитонович несколько месяцев командовал 1-м стрелковым батальоном, в котором ранее был командиром роты. В 1908 году он, также несколько месяцев, был во главе батальона Волынского 53-го пехотного полка.
1 сентября 1910 года Дюгаев получил под своё командование Фанагорийский 11-й гренадерский полк — покинул этот пост в 1913. С 26 апреля 1913 по 9 апреля 1914 года он состоял дежурным генералом штаба Кавказского военного округа. Затем Михаил Капитонович стал помощником начальника Главного управления по квартирному довольствию войск (числился по генеральному штабу с 1914 года) — находился на этой должности и в 1917 году.
24 марта 1917 года Михаил Дюгаев занял пост начальника штаба 49-го армейского корпуса. 27 июля он был отчислен от этой должности «за болезнью» с назначением в резерв чинов при штабе Киевского военного округа.
В советское время, в 1933 году, проживал в городе Алатырь, работая бухгалтером в местном табакосовхозе. Был арестован 25 февраля и осужден Особым совещанием коллегии ОГПУ по обвинению по статье 58-10 (с формулировкой «антиколхозная агитация, срыв мероприятий Советской власти») к трём годам ссылки в Казахстан.
Реабилитирован в декабре 1991 года.

## Награды
- Орден Святого Станислава 3 степени (1893)
- Орден Святого Станислава 2 степени (1899)
- Орден Святой Анны 3 степени (1897)
- Орден Святой Анны 2 степени (1904)
- Орден Святого Владимира 4 степени (1908)[2]
- Орден Святого Владимира 3 степени (1914)[5]
- Орден Святого Станислава 1 степени (1915)[6]
- Орден Святой Анны 1 степени (1916)[7]

## Семья
По данным на 1917 год состоял в официальном браке.